# Ч (паровоз)

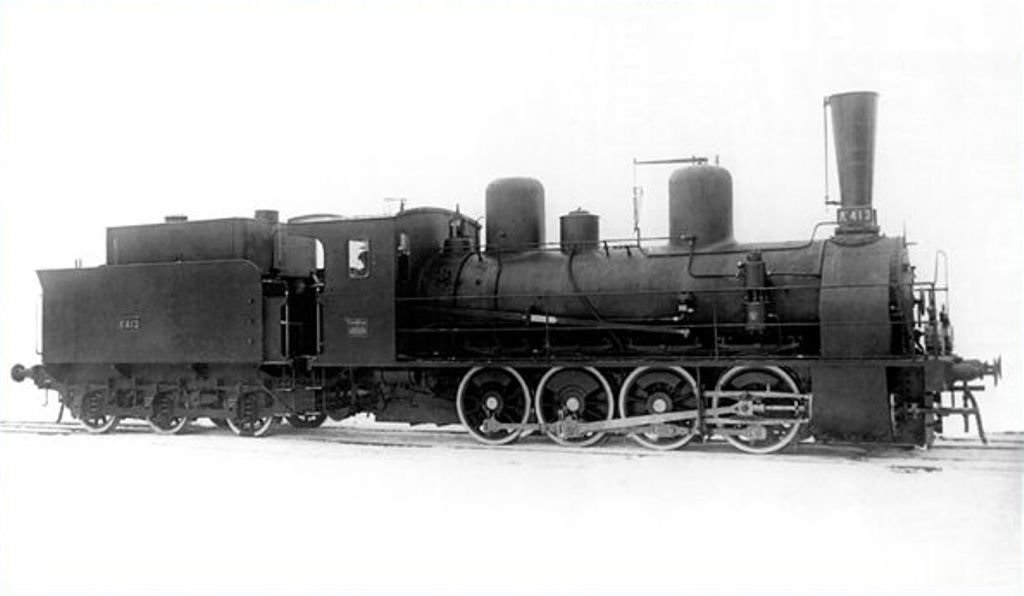
Компаунд-паровоз Ч^{н}

Ч (четырёхпарка (с 4 движущими колёсными парами), четырёхосный) — обозначение группы российских грузовых паровозов типа 0-4-0. Согласно Циркуляру Управления железных дорог Министерства путей сообщения от 16 апреля 1912 года, обозначение серии Ч получали паровозы типа 0-4-0, построенные до паровозов «нормального типа».
В данную группу входили следующие паровозы:
- Чк (конструкции Коломенского завода) — строились с 1883 по 1891 год, всего выпущено 499 локомотивов
- Чм (Мальцевского завода) — строились с 1881 по 1883 год, всего выпущено 40 локомотивов
- Чн (Невского завода) — строились с 1880 по 1891 год, всего выпущено 368 локомотивов
- ЧБ (в честь Бородина) — строились с 1892 по 1897 год, всего выпущено 60 локомотивов
- Чн (конструкции Нольтейна) — строились с 1893 по 1902 год, всего выпущено 363 локомотива

Паровозы для Варшаво-Венской железной дороги (ширина колеи 1435 мм) типа 0-4-0 также получали обозначение серии Ч, хотя значительно отличались от паровозов русской колеи (1524 мм):
- Чв
г (завода Ганомаг) — строились с 1895 по 1899 год, всего выпущен 41 локомотив
- Чв
х (Харьковского завода) — строились с 1905 по 1909 год, всего выпущено 36 локомотивов
- Чвп
к (с перегревом пара, Коломенского завода) — строились с 1909 по 1911 год, всего выпущено 12 локомотивов
- Чвп
х (с перегревом пара, Харьковского завода) — всего выпущено 5 локомотивов
- Чвп
с (с перегревом пара, Сормовского завода) — в 1914 году было выпущено 27 локомотивов, в 1923 году переименованы в Ѵс.